# Sønderå
Sønderå (tysk: Süderau) er en dansk å i Sønderjylland. På et stykke af åens forløb udgør den grænsen mellem Danmark og Tyskland. Den indgår i Natura 2000-område nr. 101 Sønder Ådal.

## Geografi
Sønderå har sit udspring i Store Søgård Sø lidt øst for Kliplev. På første del af strækningen hedder åen Bjerndrup Mølleå, Ved motorvejsbyggeri ved Søgård i 2010 er 300 m af åen blevet rørlagt i forbindelse med en faunapassage under motorvejen. Fra øst gennemskærer åen et morænelandskab dannet i Weichsel-istiden. Vestpå løber åen gennem områder præget af hedearealer. Ved Povls Bro føres Hærvejen over åen få km nordøst for Bjerndrup. Granitbroen stammer fra 1844 og syd for Tinglev støder denne sammen med Gejl Å, hvorpå åen løber videre under navnet Sønderå. Den løber efterhånden mod vest og forløber i parallel med Gammelå, inden også disse to mødes vest for Lydersholm på grænsen mellem Danmark og Tyskland. Det videre forløb vestpå går under navnet Sønderå, indtil den løber sammen med Vidå lige øst for Rudbøl Sø. 

## Natur
Ådalen er overvejende svagt markeret i landskabet med enge umiddelbart ned til åen.
De fuglearter, der udgør grundlaget for udpegningen som fuglebeskyttelsesområde, er rørdrum, hedehøg, sortterne, rørhøg, engsnarre og mosehornugle. Imidlertid er der ikke i de senere år observeret ynglende fugle af disse arter; den seneste er engsnarre, hvoraf der blev konstateret to ynglende par i 2007.
I åen lever blandt andet den totalfredede snæbel. Derudover finder man bækørred, havørred, laks og stalling i åen.
Sportsfiskerforeningen ALS har i fællesskab med Vidå Sportsfiskerforening og Sportsfiskerforeningen Nordborg dannet Sønderåsammenslutningen. Sammenslutningen har fiskeret. Sammenslutningens fiskevand angives med skilte. Total fredning fra 1. november til og med 15. april. Særfredning opstrøms fra St. Jyndevad, samt Bjerndrup Mølleå fra 1. maj til 15. juli.
- Bjerndrup Mølleås første passage under Sønderborgmotorvejen set fra Søgårdvej
- Mødested Bro, 50 m vest for Søgård Sø, fører Søgård Hovvej over Bjerndrup Mølleå